# Протичовнова оборона

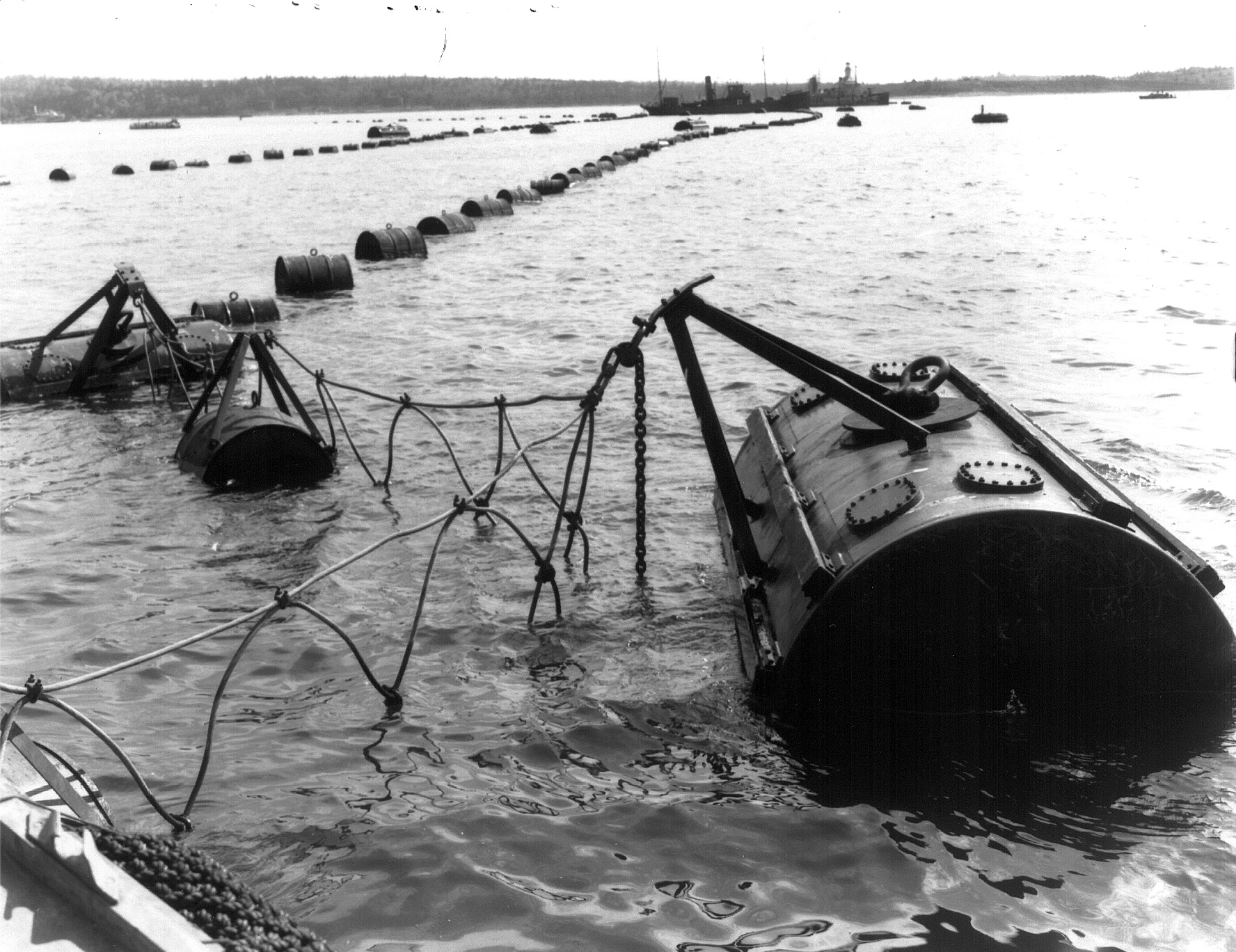
Протичовнові тенета на узбережжі Канади. Галіфакс. Друга світова війна. Травень 1942

Протичовно́ва оборо́на (ПЧО) — сукупність організаційних заходів і бойових дій, які здійснюються силами флоту щоби запобігти нападу підводних човнів (ПЧ) противника на кораблі (судна), військово-морські бази та мирні міста за допомогою ракетної зброї, а також — відвернути постановку ними мін та ведення розвідки.
Інакше — протичовнова війна (ПЧВ), це вид підводної війни, де застосовуються власні надводні військові кораблі, літаки, дружні підводні човни й інші знаряддя для пошуку, відстеження та стримування, пошкодження та/або знищення підводних човнів противника. Такі дії зазвичай, проводяться для захисту власних суден та прибережних споруд і віддалених об'єктів, від атак ворожих підводних човнів і для подолання перешкод судноплавству.
Протичовнова оборона виникла під час 1-ї світової війни як відповідь на активні дії, насамперед німецьких ПЧ. Впродовж 2-ї світової війни протичовнова оборона отримала подальший розвиток: у низці країн були побудовані особливі протичовнові кораблі і літаки, оснащені гідроакустичними засобами виявлення ПЧ у підводному положенні, й озброєні глибинними бомбами та торпедами, було утворено окремі протичовнові сили; розроблено основи ведення протичовнової оборони. У післявоєнний час, на розвиток протичовнової оборони, визначальний вплив надало оснащення флотів високорозвинених країн атомними підводними човнами оснащених ракетами.

## Загальне
Успішні протичовнові операції, здебільшого, передбачали поєднання технологій давачів і зброї, разом із дієвими стратегіями розгортання та достатньо навченим персоналом. Переважно, складне гідроакустичне обладнання спочатку використовується для виявлення, відтак розрізнення та визначення розташування й подальшого відстеження цільового підводного човна. Отже, давачі є основною складовою протичовнової війни ПЧВ (англ. ASW). Звичайна зброя для нападу на підводні човни стосується торпед та морських мін, які можуть бути запущені з багатьох повітряних, надводних і підводних платформ. Спроможності ПЧО часто вважаються такими, що мають велике стратегічне значення, особливо після провокаційних випадків щодо необмеженої війни з використанням малопомітних підводних човнів і після впровадження на них балістичних та крилатих ракет, що значно збільшило їхню смертоносність.
Протичовнова оборона, є складовою частиною боротьби з підводними човнами противника на ТВД і передбачає: протичовнову оборону системи базування сил флоту; протичовнову оборону з'єднань бойових кораблів, конвоїв і десантних загонів у морі; протичовнову оборону проток і звужень водної гладі, тощо.

До протичовнової оборони системи базування сил флоту (кораблів, суден, плавальних засобів, що перебувають у військово-морських базах, пунктах базування та на якірних стоянках, а також базових і портових споруд), можуть залучатися необхідні стаціонарні засоби виявлення та стеження за ПЧ і маневрові протичовнові сили. Виявлення ПЧ противника зазвичай, здійснюється за допомогою акустичних та інших технічних засобів.

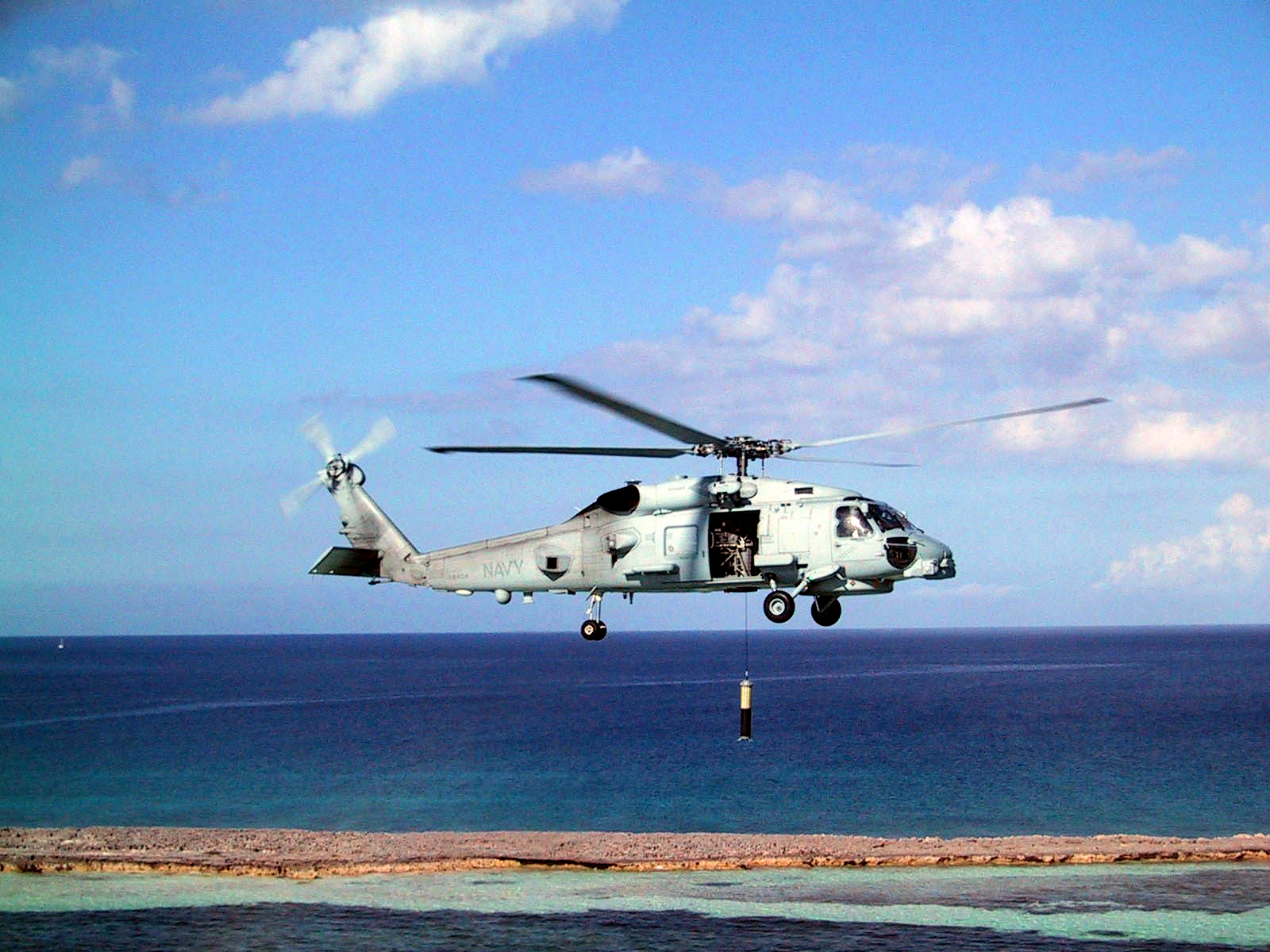
Протичовновий вертоліт Sikorsky SH-60 Seahawk. США

Із отриманням сигналу про виявлений ПЧ, задіюється стеження за ним або його знищення, що здійснюють рухливі протичовнові сили: протичовнові літаки і вертольоти берегового розташування, протичовнові кораблі і катери, а за потреби — кораблі інших класів. Підводні човни противника, переважно, знищуються на відстанях, котрі не дозволяють їм застосовувати зброю у відповідь по оборонним об'єктам. Водночас, на підходах до місць базування, можуть встановлюватися протичовнові мінні загородження, а біля входу у місця постійного перебування — протичовнові мережі. Протичовнова оборона системи базування флоту створюється завчасно — ще в мирний час, а під час війни нарощується і удосконалюється залежно від становища.
Протичовнова оборона з'єднань бойових кораблів, конвоїв і десантних загонів під час переходу морем, досягається залученням до складу сил охорони, протичовнових кораблів і літаків (вертольотів) берегового та корабельного базування. Протичовнові кораблі, дотримуючись в установлених місцях похідного ордера (порядку), виконують завдання ближньої і далекої протичовнової охорони. На додаток, впроваджується пошук і знищення ПЧ противника у смузі проходження з'єднання кораблів, конвоїв, десантних загонів особливими пошуково-ударними групами протичовнових сил.
Протичовнова оборона проток і вузьких місць, забезпечується створенням на ймовірних шляхах руху ПЧ противника, протичовнових перешкод із системою виявлення, стеження та знищення ворожих ПЧ.

## Історія

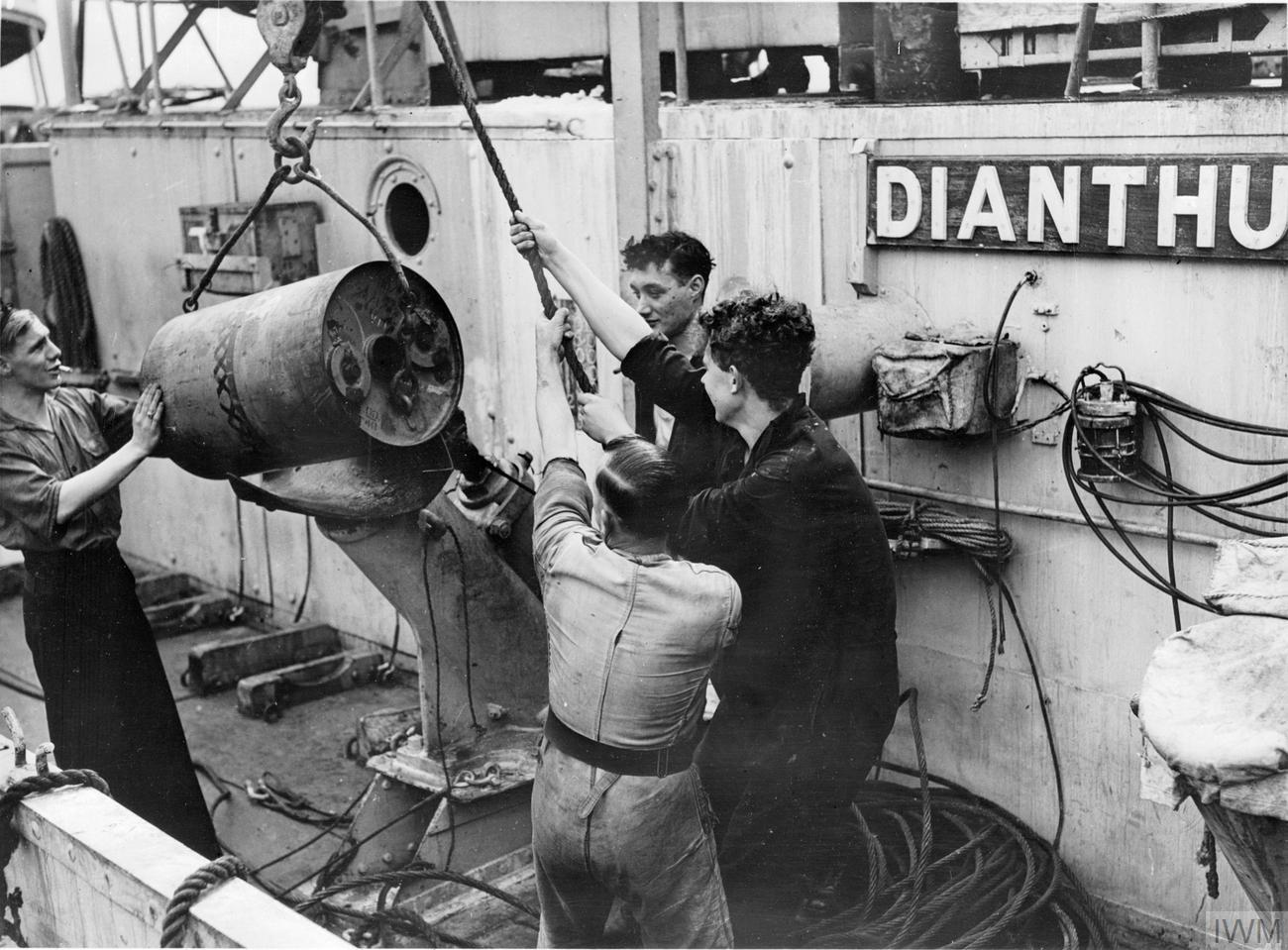
Моряки союзників завантажують глибинну бомбу Mk VII на борт корвету. Битва за Атлантику (1939—1945). 14 серпня 1942

Вважається, що перші напади на корабель із боку підводного апарату, сталися під час Війни за незалежність США з використанням того, що зараз називається морською міною, але тоді ще називалося торпедою. Проте, різні спроби виробництва підводних човнів були зроблені й до цього. 1866 року британський інженер Роберт Вайтгед винайшов першу спроможну самохідну торпеду, однойменну торпеду Вайтгеда; французькі та німецькі розробники долучилися незабаром після цього. Першим підводним човном з торпедою був Nordenfelt I, побудований у 1884–1885 роках, хоча він пропонувався раніше. До початку російсько-японської війни всі великі флоти, окрім німецького, отримали підводні човни. Тим не менш, до 1904 року всі держави все ще визначали підводний човен як дослідне судно і не залучали їх до бойового застосування.

Не було засобів для виявлення занурених підводних човнів, і напади на них спочатку обмежувалися спробами пошкодити їхні перископи молотками. Торпедне управління Королівського флоту, HMS Vernon, вивчало вибухові трали; згодом вони потопили чотири або п'ять підводних човнів під час Першої світової війни.

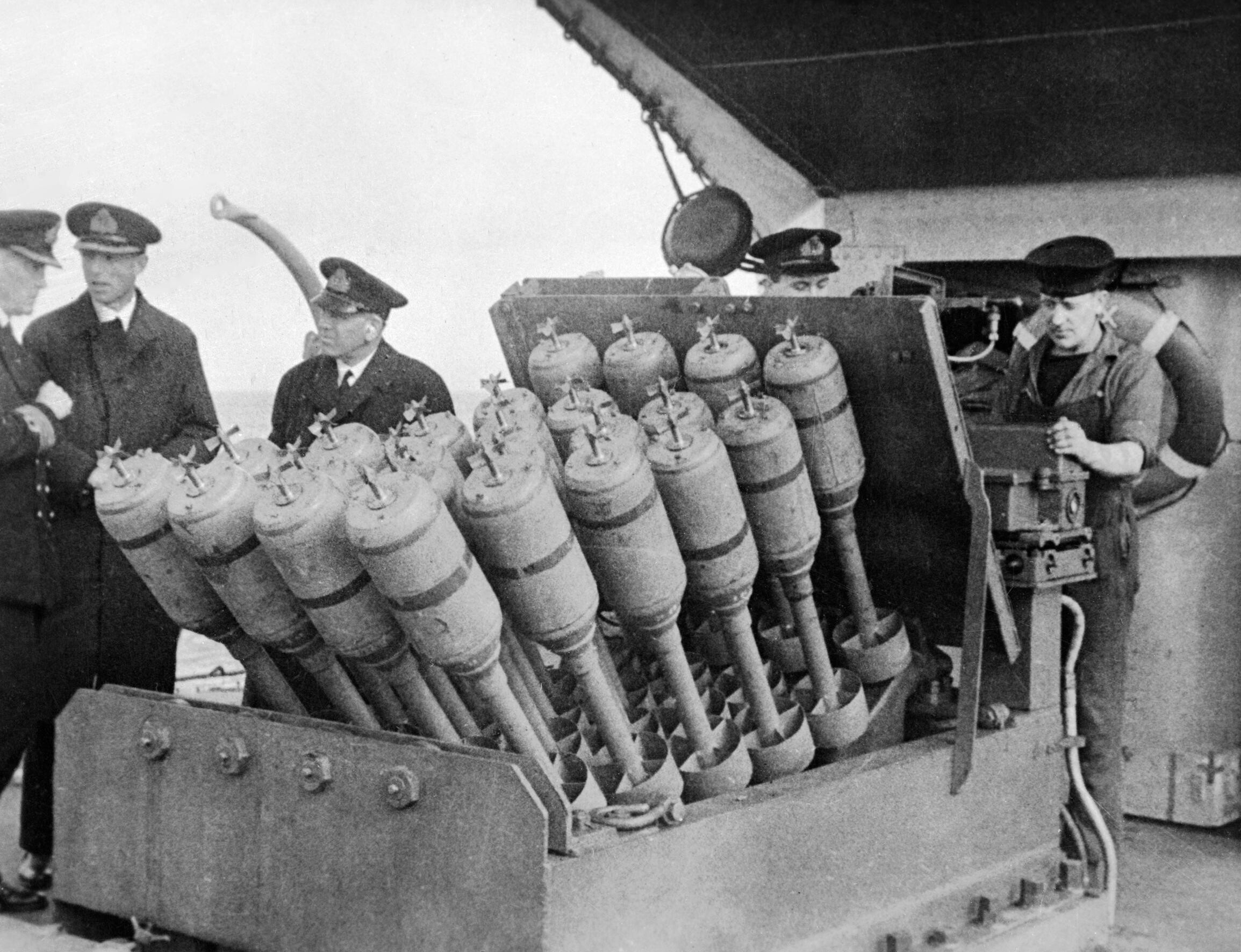
24-ствольна реактивна установка «Hedgehog» для боротьби з підводними човнами противника на борту британського есмінця HMS «Весткотт». 28 листопада 1945

На початку двадцятого сторіччя техніка ПЧО і самі підводні човни були спрощеними. Але вже під час Першої світової війни підводні човни, розгорнуті Німецькою Імперією, довели, що становлять серйозну загрозу для судноплавства, маючи спроможність вражати цілі навіть у північній частині Атлантичного океану. Відповідно, багато країн розпочали дослідження з розробки дієвіших способів ПЧО, що привело до впровадження зручних глибинних бомб і поступу в технології гідролокації; впровадження конвойної системи судноплавства, також виявилося вирішальною тактикою. Після затишшя в міжвоєнний період, Друга світова війна привела до швидкого розвитку підводної та протичовнової війни, особливо в ході важливої битви за Атлантику, під час якої підводні човни Країни Осі, намагалися перешкодити Великій Британії безпечно здійснювати постачання товарів союзникам. Такі методи, як Wolfpack, досягли початкового успіху, але стали дорожчими, оскільки вже були представлені більш потужні протичовнові літаки. Подібні технології, як радар-детектор Naxos, отримали лише тимчасову відстрочку, доки пристрій виявлення знову не вдосконалився. Зусилля розвідки, як-от Ultra, також мали велике значення у зменшенні загрози з боку підводних човнів і спрямуванні зусиль ПЧО до більшого успіху.
У післявоєнні часи, протичовнова зброя продовжувала розвиватися, оскільки поява атомних підводних човнів зробила деякі звичні способи боротьби менш дієвими. Декотрі держави тоді створили значні підводні флоти, багато з яких були оснащені ядерною зброєю; у відповідь на підвищену загрозу, яку являють такі кораблі, різні країни вирішили розширити власні можливості протичовнової боротьби. Вертольоти, здатні злітати майже з будь-якого військового корабля та оснащені протичовновим обладнанням, стали звичайним явищем у 1960-і роки. Також широко застосовувалися все більш потужні морські патрульні літаки, здатні охоплювати величезні простори океану. Детектор магнітних аномалій (MAD), давачі виявлення вихлопних газів дизеля, гідроакустичні буї та інші технології електронної боротьби, зокрема стали основними засобами протичовнової боротьби. Головною складовою також, стали особливі ударні підводні човни, навмисно створені для відстеження та знищення ворожих підводних човнів. Ракети, котрі несуть торпеди, як-от ASROC та Ikara, були ще одним напрямком розвитку.

## Сучасна війна
Військові підводні човни, станом на 2020-і, все ще становили загрозу, тож через це, ПЧО залишається основним засобом до отримання панування над морем. Знешкодження ПЧАРБ було 

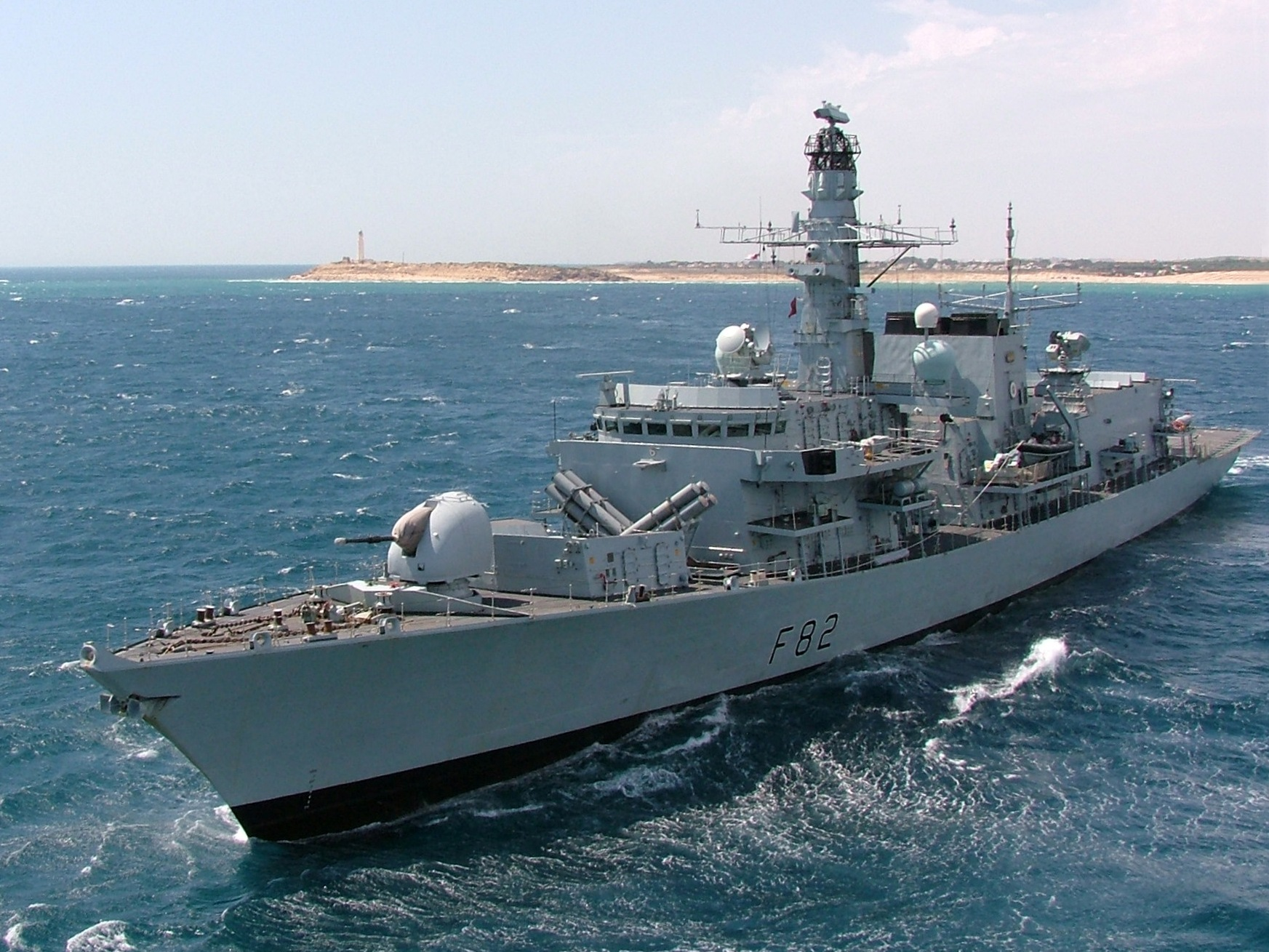
Фрегат Королівського флоту типу 23 є передовим протичовновим судном.

головним завданням, і це все ще залишається важливим. Проте все більшого значення набувають і неатомні підводні човни. Хоча дизель-електричні підводні човни продовжують переважати кількісно, зараз існує вже кілька додаткових технологій для підвищення витривалості невеликих підводних човнів. Раніше наголос робився насамперед, на глибоководні операції, але тепер це зосередилося на прибережній діяльності, де протичовнова протидія здебільшого, складніша.
У 2020-і, морська битва раптом стала набагато вигадливішою і більш ґрунтовною, коли складні безпілотні підводні апарати (БПА, англ. UUV), безпілотні надводні апарати (БНА, USV) і бойові безпілотні літальні апарати (ББЛА, UAV) приєдналися до бійки у допоміжних ролях, деякі із вбудованим штучним інтелектом ШІ), що працюють як спостерігач, маріонетка / приманка, для надводних / підводних загроз та ударних засобів. Вважається, що доктрина ПЧО повинна бути швидко переглянута, щоби врахувати ці численні досягнення у галузі бойових дій. Сучасні військові підводні засоби можуть завдавати ударів із дуже великих відстаней, і потрібна ширша ситуаційна обізнаність. Проблема очищення акваторій від загроз, стала гострою. Запуск вертольотів для протичовнових  завдань коштує дорого; експлуатаційні витрати високі, зокрема пальне, робоча сила та технічне обслуговування, і у гелікоптера можуть бути інші корисні призначення. Через це, військово-морські сили звертаються до машин, які можуть виконувати брудну роботу, годинами тиняючись, оглядаючи та прислухаючись до незвичайної активності і загроз.

### Технології протичовнової боротьби
У сучасній протичовновій боротьбі використовується велика кількість технологій:

#### Давачі
- Акустика, особливо в активних і пасивних сонарах, гідроакустичних буях і стаціонарних гідрофонах, допомагає у виявленні випромінюваного шуму. Гідролокатор може бути встановлений на корпусі або в буксированій групі.

- Піротехніка з використанням маркерів, сигнальних ракет і вибухових пристроїв

- Прожектори

- Радар, для надводних частин

- Високочастотний радіопеленгатор (HF/DF або huff duff) задля визначення пеленгу підводних човнів

- Виявлення хвилі гідродинамічного тиску (кільватерного сліду)

- Лазерне виявлення та визначення дальності спливних суден; бортовий та супутниковий

- Електронні та акустичні засоби протидії, як-от створення шуму чи бульбашок

- Пасивні акустичні контрзаходи, наприклад приховування, та улаштування звукопоглинальних матеріалів для покриття відбивних підводних поверхонь

- Виявлення магнітної аномалії (MAD)

- Активне та (частіше) пасивне інфрачервоне виявлення надводних частин і збурень води.

У наш час (2000-і) інфрачервоні детектори переднього виду (FLIR) використовувалися для відстеження великих потоків тепла, які швидкісні атомні підводні човни залишають під час виринання на поверхню. Пристрої FLIR також застосовуються для спостереження за перископами або трубками вночі, коли підводник може бути досить необачним, щоби досліджувати поверхню.

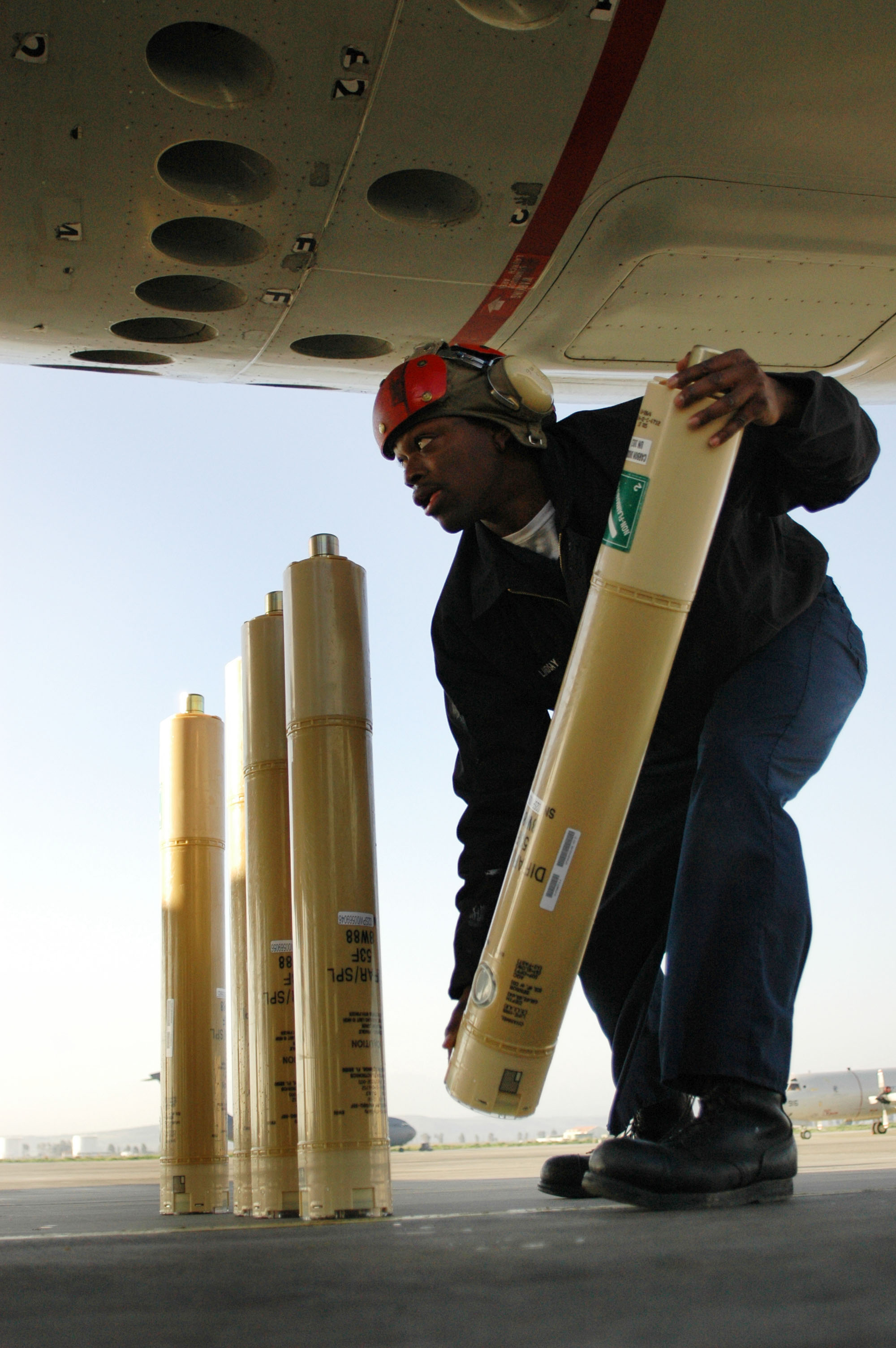
Гідроакустичні буї завантажені на борт літака ВМС США P-3 Orion. Французький флот використовує від 4500 до 7000 штук на рік.

### Зброя
- Ядерна бомба B57

- Морські міни

- Торпеди (акустичні, самонавідні, з дротовим наведенням)

- Глибинні бомби

- Ракети

- Ядерна глибинна бомба Mk 101 Lulu

- Протичовнові ракети

- Протичовновий міномет

- Протичовнові тенета

- Таран

- WE.177

### Платформи
Супутники застосовували для отримання зображень поверхні моря за допомогою оптичних і радіолокаційних методів. Літаки з нерухомим крилом, наприклад P-3 Orion і Tu-142, мають як датчики виявлення, так і озброєння, подібно до деяких вертольотів, як-от Sikorsky SH-60 Seahawk, з гідроакустичними буями та/або гідролокаторами, а також повітряними торпедами. В інших випадках вертоліт використовувався винятково для зондування, а ракетні торпеди застосовувалися як зброя. Надводні кораблі продовжують залишатися важливим носієм протичовнової зброї через їхню витривалість, але тепер вони мають буксировані гідролокатори. Підводні човни є основним протичовновим знаряддям, через їхню здатність змінювати глибину та безшумність, що сприяє виявленню ворога.
На початку 2010 року DARPA почало фінансувати програму ACTUV для розробки напівавтономного океанського безпілотного військово-морського судна.
Сьогодні деякі країни мають пристрої для прослуховування морського дна, здатні відстежувати підводні човни. Отже зараз можливо виявити створені людиною морські шуми в південній частині Індійського океану від Південної Африки до Нової Зеландії. Деякі з масивів SOSUS були передані для цивільного використання та тепер застосовуються для морських досліджень.
Індія представила надзвукові ракети для доправлення торпед на великі відстані під назвою S.M.A.R.T або Supersonic missile assisted torpedo system. Ця нова технологія допомагає надіслати торпеду на відстань 1000 км і забезпечує гнучкість щодо пускової платформи.

### Безпілотники

#### Безпілотні підводні апарати
Можна уявити собі недалеке майбутнє, де атомні ударні підводні човни (SSN) зможуть використовувати безпілотні підводні апарати (БПА) для полювання і, можливо, знищення підводних човнів противника. Принаймні ВМС США роблять кроки, щоби втілити це в життя. Це може мати великий вплив на ведення підводної війни. З одного боку, БПА здатні потрясти сучасну протичовнову війну (ПЧВ) до основ, зробивши наявні засоби вразливими або застарілими. З іншого боку, розробка безпілотних підводних апаратів може зміцнити вже закоренілі порядки; всупереч поширеній думці, усталені організації часто найкраще пристосовуються до нових руйнівних військових розробок. Передбачається, що наприклад, майбутнє ВМС США, багато в чому залежить від того, що саме стане дійсністю.

##### Перебіг
У певному сенсі дрони, які запускаються з підводних човнів, існують вже досить давно; навіть під час Другої світової війни військово-морські сили використовували рух за зразком або акустичне самонаведення, щоби знайти свої цілі. Торпеди з дротовим наведенням були представлені в 1960-х роках, що дозволило підводному човну деякою мірою керувати тим, як зброя наближається до цілі. Ці торпеди є дронами-смертниками (камікадзе) в тому ж сенсі, що й крилаті ракети; зброя, яку можна запустити, а потім спрямувати на ціль чи за допомогою автономних механізмів, або через інтерфейс користувача.

І Сполучені Штати, і країни-суперники жваво використовують можливості безпілотних підводних апаратів. БПА можуть робити свій внесок як у мисливську, так і в смертоносну частини протичовнової оборони, хоча натепер (2020-і), єдині тверді плани передбачали їх застосування насамперед, в першій частині. Такі дрони пропонують найкращі можливості для відстеження та знищення дизель-електричних підводних човнів, навіть тих, що застосовують технологію повітряно-незалежної силової установки (англ. AIP). Ці судна можуть працювати тихіше, ніж пілотовані підводні човни, і залишатися зануреними протягом більшого часу. Замість того, щоби полювати за підводними човнами супротивника, вони можуть просто чатувати, доки до них не підійде здобич.

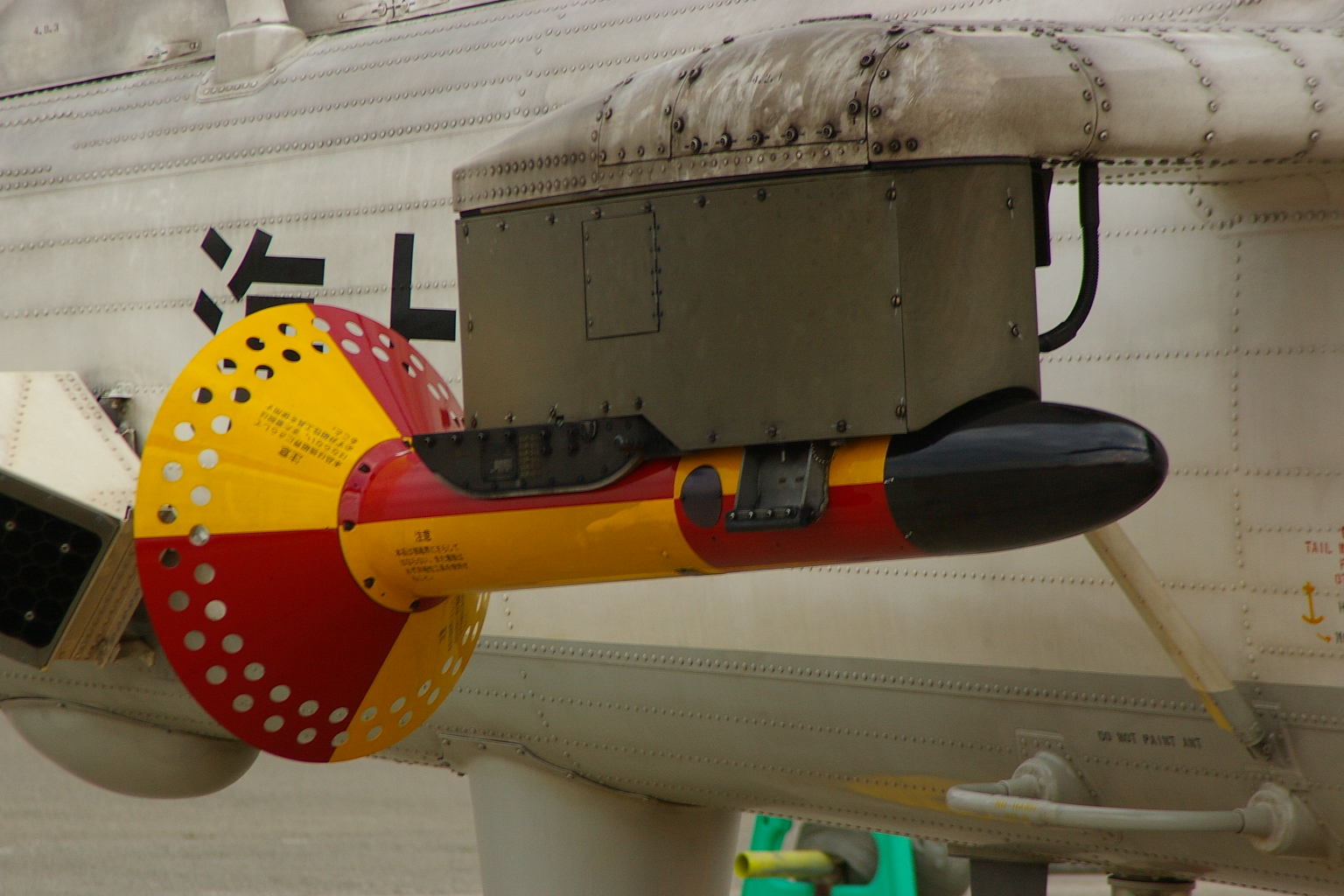
Магнітометр може виявити магнітне поле навколо підводних човнів зі сталевим корпусом.

Повідомляється, що Китай вів дослідження з безпілотниками-планерами, здатними залишатися на певній глибині без потреби використання двигуна. США застосовували такі підводні безпілотники протягом багатьох років, і хоча наразі вони не мають великого прикладного застосування в умовах воєнного часу, натомість пропонують спосіб спостереження та оцінки підводного середовища. КНР також, працює над впровадженням БПА у власну мережу підводних сенсорів, створюючи «Велику підводну стіну», здатну виявляти та стримувати, для прикладу, американські підводні човни. 

#### Безпілотні надводні апарати
Сполучені Штати також працювали над надводними автономними суднами БНА, які б здійснювали полювання і, можливо, знищення підводних човнів противника. Примірник подібного корабля увійшов до складу ВМС США у січні 2020 року.

#### Безпілотні літальні апарати
GA-ASI нещодавно розробила різновид ББЛА MQ-9B SeaGuardian (для морських цілей) із дальністю польоту 11 114 км (6 000 морських миль) та неймовірною витривалістю (заявлено, що SkyGuardian, не призначений для окремого завдання, здатний пропрацювати 40+ годин). Він має дев'ять точок підвіски для давачів чи озброєння, загальною вагою до 2100 кг. На додаток до звичайного радіолокатора EO/IR і РЛС із синтезованою апертурою високої роздільної здатності MQ-9B, він буде оснащений морським радаром 360º Leonardo SAGE ESM, системою контролю та моніторингу гідроакустичних буїв, AIS, Detect and Avoid (DAA) та Link 16 та пристроєм розподілення гідроакустичних буїв (SDS) GS-ASI.